# Zoïa Iousova
Zoïa Fiodorovna Iousova (russe : Зоя Фёдоровна Юсова), née Kosacheva (russe : Косачева) le 1er avril 1948 à Krasnodar (RSFS de Russie), est une ancienne joueuse soviétique puis russe de volley-ball.
Elle est médaillée d'argent aux Jeux de 1976.

## Carrière
Iousova est médaillée d'argent lors des Jeux olympiques d'été de 1976.

## Palmarès
- Jeux olympiques
  -  1976 à Montréal.